# Tradescantia hirsutiflora
Tradescantia hirsutiflora är en himmelsblomsväxtart som beskrevs av Benjamin Franklin Bush. Tradescantia hirsutiflora ingår i släktet båtblommor, och familjen himmelsblomsväxter. Inga underarter finns listade.